# Сцихава
Сцихава (пол. Ścichawa) — село в Польщі, у гміні Клюки Белхатовського повіту Лодзинського воєводства.
Населення — 294 особи (2011).
У 1975-1998 роках село належало до Пйотрковського воєводства.

## Демографія
Демографічна структура станом на 31 березня 2011 року:
|          | Загалом | Допрацездатний вік | Працездатний вік | Постпрацездатний вік |
| -------- | ------- | ------------------ | ---------------- | -------------------- |
| Чоловіки | 150     | 41                 | 98               | 11                   |
| Жінки    | 144     | 34                 | 78               | 32                   |
| Разом    | 294     | 75                 | 176              | 43                   |